# Janet Reno

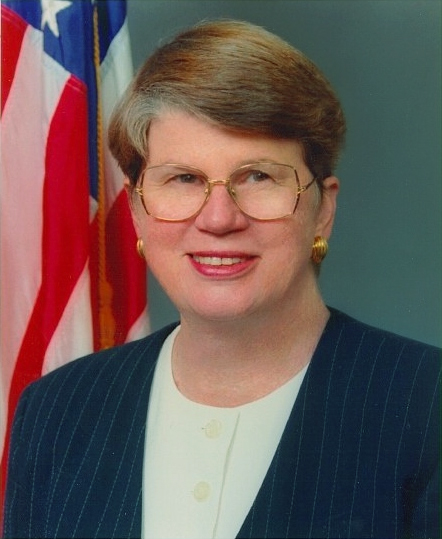
Janet Reno

Janet Reno (* 21. Juli 1938 in Miami, Florida; † 7. November 2016 ebenda) war eine US-amerikanische Juristin und Politikerin (Demokratische Partei). Sie war von 1993 bis 2001 der 78. Attorney General (Justizministerin) der Vereinigten Staaten und die erste Frau in dieser Position. Ihre Amtszeit von acht Jahren bedeutet die zweitlängste nach der von William Wirt Anfang des 19. Jahrhunderts.

## Leben
Janet Reno wurde als Tochter des dänischen Einwanderers Henry Reno, der seinen Nachnamen aus Rasmussen umbenannt hatte, und der Amerikanerin Jane Wood geboren. Sowohl ihr Vater als auch ihre Mutter waren Zeitungsreporter in Miami. Reno hatte drei jüngere Geschwister.
Nach dem Schulbesuch in Coral Gables immatrikulierte sie sich an der Cornell University im Bundesstaat New York. Dort studierte sie Chemie, bis sie 1960 an die Harvard Law School wechselte. Bis dahin war sie eine von nur 16 Frauen an der renommierten juristischen Fakultät. Sie erhielt den Bachelor of Laws 1963.
1971 wurde sie in das Repräsentantenhaus von Florida berufen, wo sie bis 1973 als Stabsdirektorin des Justizausschusses tätig war. Ab 1973 arbeitete sie im Büro des Staatsanwalts im Miami-Dade County, bis sie 1976 in eine Privatkanzlei wechselte. Bereits 1978 kehrte sie als Staatsanwältin nach Dade County zurück, wo sie viermal wiedergewählt wurde.
Am 11. Februar 1993 wurde Reno durch US-Präsident Bill Clinton als Justizministerin nominiert und am 11. März vom US-Senat bestätigt. Den zuvor von Clinton für das Amt nominierten Frauen Zoë Baird und Kimba Wood hatte der Senat die Bestätigung verweigert, nachdem bekannt geworden war, dass sie illegale Migrantinnen als Kindermädchen im Haushalt beschäftigt hatten (siehe Nannygate).
Reno blieb während der gesamten Clinton-Regierung Justizministerin und amtierte somit länger als die meisten ihrer Kollegen im US-Kabinett. In ihre Amtszeit fielen die Ereignisse in Waco, Texas 1993, die Verhaftung und Verurteilung des „Unabombers“ Theodore Kaczynski, der Bombenanschlag auf das Murrah Federal Building in Oklahoma City, die Lewinsky-Affäre sowie die Verurteilung Microsofts wegen Verstößen gegen das Kartellrecht im Zusammenhang mit dem sogenannten Browserkrieg.
Janet Reno war nicht verheiratet und hatte keine Kinder. Sie starb an den Folgen der Parkinson-Krankheit, an der sie seit 1995 litt.